# خوسه گومز (دوچرخه‌سوار)
خوسه گومز (اسپانیایی: José Gómez‎; ۹ ژانویهٔ ۱۹۴۴ – ۱۴ ژوئن ۲۰۱۴) دوچرخه‌سوار اهل اسپانیا بود. وی در بازی‌های المپیک تابستانی ۱۹۶۸ شرکت کرده است.